# Calyciphora adamas
Calyciphora adamas is een vlinder uit de familie vedermotten (Pterophoridae). De wetenschappelijke naam is voor het eerst geldig gepubliceerd in 1895 door Constant.
De soort komt voor in Europa.